# 43859 Naoyayano
43859 Naoyayano este un asteroid din centura principală de asteroizi.

## Descriere
43859 Naoyayano este un asteroid din centura principală de asteroizi. A fost descoperit pe 9 ianuarie 1994 la Ōizumi de Kobayashi, T., Fujii, H.. Asteroidul prezintă o orbită caracterizată de o semiaxă mare de 3,01 ua, o excentricitate de 0,17 și o înclinație de 8,0° în raport cu ecliptica.